# Slowakische Badmintonmeisterschaft 1985
Die Slowakische Badmintonmeisterschaft 1985 war die 19. offizielle Auflage der Titelkämpfe im Badminton in der Slowakei. Sie fand vom 16. bis zum 17. Februar 1985 in Košice statt.

## Medaillengewinner
| Disziplin    | Gold                         | Silber                          | Bronze                            |
| ------------ | ---------------------------- | ------------------------------- | --------------------------------- |
| Herreneinzel | Juraj Lenárt                 | Dušan Mošon                     | Róbert Ježo                       |
| Herreneinzel | Juraj Lenárt                 | Dušan Mošon                     | Ľubomír Budinský                  |
| Dameneinzel  | Eva Matyusová                | Ľuba Hanzušová                  | Dana Horváthová                   |
| Dameneinzel  | Eva Matyusová                | Ľuba Hanzušová                  | Katarína Auerová                  |
| Herrendoppel | Juraj Lenárt Dušan Mošon     | Alojz Keníž Igor Novák          | Dušan Sládek Ľubomír Budinský     |
| Herrendoppel | Juraj Lenárt Dušan Mošon     | Alojz Keníž Igor Novák          | Michal Kusko Jozef Žuffa          |
| Damendoppel  | Eva Matyusová Ľuba Hanzušová | Katarína Auerová Anna Širillová | Eva Lužáková Dana Špirková        |
| Damendoppel  | Eva Matyusová Ľuba Hanzušová | Katarína Auerová Anna Širillová | Ľuba Sliacka Dana Horváthová      |
| Mixed        | Juraj Lenárt Eva Matyusová   | Dušan Mošon Ľuba Hanzušová      | Jaroslav Kozák Katarína Auerová   |
| Mixed        | Juraj Lenárt Eva Matyusová   | Dušan Mošon Ľuba Hanzušová      | Ľubomír Schmidtmayer Ľuba Sliacka |